# Mount Chaudoin
Mount Chaudoin är ett berg i Antarktis. Det ligger i Östantarktis. Nya Zeeland gör anspråk på området. Toppen på Mount Chaudoin är 1 468 meter över havet, eller 460 meter över den omgivande terrängen. Bredden vid basen är 7,2 km. Mount Chaudoin ingår i Gonville and Caius Range.
Terrängen runt Mount Chaudoin är kuperad norrut, men söderut är den bergig. Trakten är obefolkad. Det finns inga samhällen i närheten. 